# Guillaume de Moerbeke
Pour les articles homonymes, voir Moerbeke.
Guillaume de Moerbeke, né vers 1215 et mort en 1286, est un prêtre dominicain érudit, et traducteur de textes grecs anciens et archevêque catholique latin de Corinthe (Grèce).

## Biographie
Issu d'une famille peut-être originaire de Moerbeke (Grammont) (les autres hypothèses étant Morbecque et Moerbeke-Waas), il devient membre de l'ordre dominicain. Il correspondit avec le philosophe et théologien Thomas d'Aquin, le mathématicien Campanus de Novare, le naturaliste polonais Vitellion, et l'astronome Henri Bate de Malines qui dédia à Guillaume son traité sur l'astrolabe.
Après avoir séjourné à « Nicée » (identifiée selon les auteurs à Nicée, Nikli ou autres villes), à Thèbes (en 1260), Guillaume est nommé pénitencier à la curie papale, alors en résidence à Viterbe, où il eut accès au fonds grec. Il participa au concile de Lyon (1274) et de 1277 jusqu'à sa mort il fut archevêque de Corinthe, un diocèse catholique érigé en Morée après la Quatrième croisade. Un petit village grec, Merbaka, entre Argos et Mycènes porterait son nom.
Il revint cependant en Italie au moins dès la fin de l'année 1283 et mourut (probablement à Pérouse, siège de la cour pontificale) avant octobre 1286, date de la nomination de son successeur à Corinthe.

## Œuvres
Il fut en contact avec bon nombre des grands esprits de son temps. Il fut le traducteur médiéval le plus prolifique de textes philosophiques, médicaux et scientifiques, les traduisant du grec ancien en latin. Ses traductions eurent une influence considérable à son époque, alors que peu de traductions sérieuses étaient disponibles. Elles sont toujours tenues en haute estime par les érudits modernes.
Il est surtout connu pour ses travaux sur l'œuvre d'Aristote, dont il révisa les traductions existantes ou qu'il traduisit de novo d'après les originaux grecs (il fut ainsi le premier traducteur en latin de La Politique, v. 1260).
Selon une théorie formulée au début du XXe siècle, ces travaux auraient été entrepris à la demande de Thomas d'Aquin. La raison de cette requête se serait expliquée par le fait que les exemplaires en latin des œuvres d'Aristote qui circulaient à l'époque provenaient d'Espagne (voir Gérard de Crémone). Produits par les écoles arabes du rationaliste Averroès, ils avaient été traduits en arabe à partir de traductions syriaques. On imputait ainsi des erreurs philosophiques et théologiques à Aristote. Cependant cette thèse est aujourd'hui abandonnée,.
Les traductions de Guillaume de Moerbeke ont une longue histoire. Elles étaient déjà des classiques au XIVe siècle quand Henricus Hervodius mit le doigt sur leur valeur : elles étaient littérales (de verbo in verbo), fidèles à l'esprit d'Aristote et dépourvues de fioriture. L'original grec de nombreux textes traduits par Guillaume ayant disparu dans l'intervalle, sans lui ces ouvrages auraient été perdus.
Guillaume traduisit également les traités mathématiques d'Héron d'Alexandrie et d'Archimède(avec les commentaires d'Eutocius). Sa version du livre d'Archimède Des corps flottants est le texte complet le plus proche de l'original connu à ce jour,. Il traduisit également le Commentaire au livre III du traité De l'âme d'Aristote de Jean Philopon. Ses versions des Éléments de théologie de Proclus (1268) sont d'une importance notable, car cet ouvrage est l'une des sources principales de la résurgence du mouvement philosophique néo-platonicien au XIIIe siècle. Enfin, c'est grâce à sa traduction latine que nous est connu dans son intégralité le petit traité sur l'Analemme de Ptolémée, dont le texte grec nous est parvenu sous forme fragmentaire.

## Souvenir
- L'appellation du village de Merbaka en Grèce serait issue de son nom.
- Dans le roman policier philosophico-historique Le Nom de la rose d’Umberto Eco, dont l'action se déroule au début du XIVe siècle, un débat surgit entre les moines au sujet de la Poétique d'Aristote (Deuxième jour — Prime). Jorge de Burgos condamne le livre, car il est parvenu à l'Occident par le truchement des « infidèles » Maures (comme une bonne partie d'Aristote). Cependant le personnage principal, Guillaume de Baskerville, sait que la Poétique d'Aristote venait d'être traduite de l'original grec en latin par Guillaume de Moerbeke.